# Psychoda albida
Psychoda albida és una espècie d'insecte dípter pertanyent a la família dels psicòdids que es troba a Àfrica: Uganda.